# Perillo
Perillo o Santa Leocadia de Perillo (llamada oficialmente Santa Locaia de Perillo) es una parroquia, un lugar y una aldea española del municipio de Oleiros, en la provincia de La Coruña, Galicia.

## Localización
Está situada en el área metropolitana de La Coruña, en la desembocadura de la Ría del Burgo, por la cual pasa el puente pasaje, que une Perillo con El Burgo y La Coruña.

## Entidades de población
Entidades de población que forman parte de la parroquia:
- Perillo, formado por la unión de las aldeas de:
  - Bastiagueiro
  - Perillo
- Santa Cristina

## Demografía

### Parroquia y lugar
| Gráfica de evolución demográfica de Perillo (parroquia y lugar) entre 2000 y 2018 |
|                                                                                   |
| Datos según el nomenclátor publicado por el INE.                                  |

### Aldea
| Gráfica de evolución demográfica de Perillo (aldea) entre 2000 y 2018 |
|                                                                       |
| Datos según el nomenclátor publicado por el INE.                      |

## Turismo
En la zona sur de Perillo, en la calle Beiramar, se encuentra un paseo al lado de la ría y con un jardín natural con bancos al aire libre y una pérgola, y se comunica con Santa Cristina, haciendo así el recorrido más corto y seguro, ya que por el otro camino se irá al lado de la Nacional VI. Este paseo fue inaugurado en el 2008. Destaca también la biblioteca pública central de "Rialeda", ubicada en la avenida Rosalía Castro.